# Morgan Marchini
Pour les articles homonymes, voir Marchini.
Pas d'image ? Cliquez ici

a Compétitions nationales et continentales officielles uniquement.

Dernière mise à jour le 7 avril 2019.
Morgan Marchini, né le 13 septembre 1989 à Mont-de-Marsan, est un joueur français de rugby à XV, joueur polyvalent du RC Carqueiranne-Hyères, pouvant à la fois évoluer au poste de demi de mêlée, de demi d'ouverture mais aussi d'arrière.

## Biographie
Marchini est formé au Stade montois, mais l'équipe décide de ne pas lui proposer de contrat professionnel, ce qui fait qu'en 2012, après un très court passage au RC Toulon, il décide de s'engager avec le club d'Hagetmau, alors en Fédérale 1, pour obtenir enfin du temps de jeu et également de l'expérience. Il s'impose à son poste de demi d'ouverture avec un très bon niveau de jeu, même si Hagetmau finit par descendre en Fédérale 2 à l'issue de la saison 2013-2014. Finalement, après avoir failli retrouver le Stade montois en tant que joker, il signe en novembre 2014 au SC Albi en tant que joker médical de Maxime Payen, grâce à Benjamin Bagate, devenu entraîneur des trois-quarts du SCA, qui l'a entrainé à Hagetmau. Il dispute son premier match contre le Stade aurillacois, où il permet à son nouveau club de l'emporter, étant l'auteur de 15 points dans le match. Il marque son premier essai pour le SCA contre le RC Massy. 

## Carrière
Morgan Marchini a connu plusieurs clubs, qui sont le RC valettois revestois, le Stade montois en Reichel, le RC Toulon, le Sport athlétique hagetmautien en Fédérale 2 aux côtés de Benjamin Bagate puis le SC Albi à partir de 2015.